# 고양이호텔
고양이호텔은 반려동물을 위한 전용 호텔이다. 특히 고양이호텔은 고양이만을 대상으로 한다. 반려동물을 키우는 주인이 여행이나 이사 등 단기, 또는 중장기간 집을 비우거나 하는 이유로 반려동물을 제대로 케어할 수 없을 때 임시로 맡길 수 있는 곳이다. 나름 상당히 좋은 시설과 서비스로 사람이 사용하는 호텔과 같은 개념으로 진행이 된다.